# أنبوب

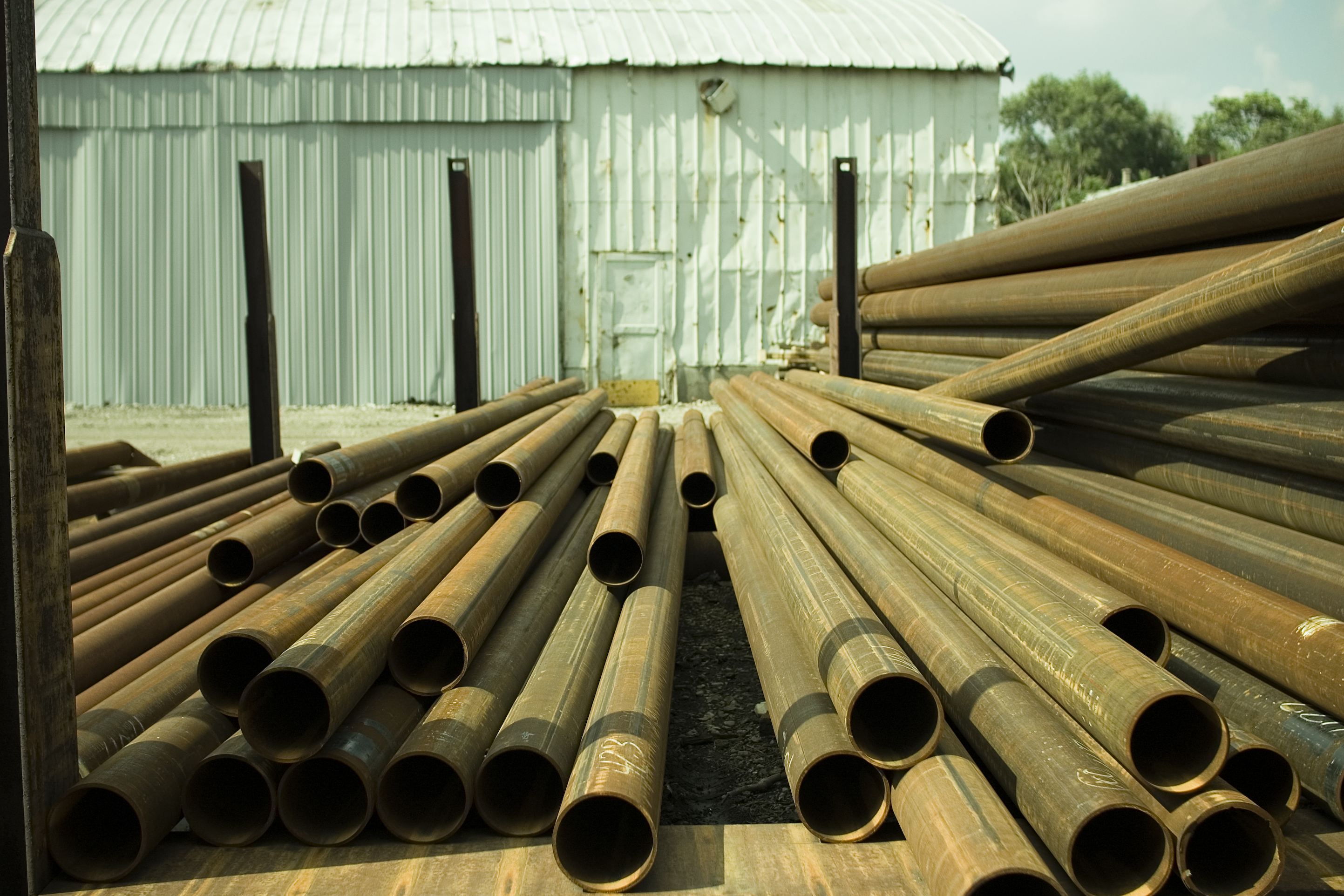
أنابيب معدنية

الأنبوب (الجمع: أَنَابِيبُ) أو الماسورة (الجمع: مَوَاسِيْر) هو جسم أسطواني أجوف مصنوع من معدن أو من الزجاج أو اللدائن. ويكون مقطع الأنبوب أقل بكثير من طوله عادة، وفي الأقطار الكبيرة يقترب الطول من القطر. ويختلف الأنبوب عن الخرطوم في أن الخرطوم مرن أما الأنبوب فهو صلب.

## في اللغة
مادة نبب لسان العرب
- الليث: الأُنْبُوبُ والأُنْبُوبة: ما بين العُقْدتين في القصب والقَناةِ، وهي أُفْعُولة، والجمع أُنْبُوبٌ وأَنابيبُ.
- ابن سيده: أُنْبُوبُ القَصَبة والرُّمْح: كعبُهما.

ومادة نبب الصحاح في اللغة:
- الأنبوبة ما بين كلِّ عُقدتين من القَصَب.
- والجمع أنبوبٌ وأنابيب.

ويعرف في بعض الأقطار بالمواسير ومفردها ماسورة وقال فانيا مبادي عبد الرحيم أن أصلها كلمة masura التركية والتي من معانيها القضيب أو بلبل الإبريق.

## أنواعها
- أنابيب فخار منها المزجج (VCP) والعادي (CP).
- أنابيب فايبر مسلح بألياف الزجاج (GRP).
- أنابيب معدنية من الصلب والزهر المرن والزهر الرمادي.
- أنابيب من الخرسانة العادية والمسلحة.
- أنابيب بلاستيك بولي ائثيلين أو كلوريد عديد الفينيل (UPVC) أو البولي بروبلين PP.

## وصلاتها
يتم التوصيل بين أنواع الأنابيب المتشابهة:
- رأس وذيل باللحام والجوانات.
- وصلة جي بولت من الزهر.
- لحام من نفس نوع الأنبوب.
- وصلات فايكنج جونسون.
- وصلة سريعة الفك والتركيب (T-key).

والأنواع غير المتشابهة لها وصلات خاصة توصّف حسب الجهة المنتجة.

## الأقطار
- للمياه من ربع بوصة حتى 4 بوصة لتوصيلات المنازل. وتقاس مواسير البولى بروبلين بـ الملي من 20 ملي وحتى 160 ملي.
- والصرف من 150مم حتى 700مم.
- مجمعات الانحدار والأنفاق من 1000مم حتى 3500مم.
- الخراطيم حتى 200مم.

## الاستخدامات
- شبكات المياه.
- شبكات الصرف الصحي.
- شبكات الري.
- خطوط نقل البترول والغاز.
- شبكات صرف السيول والأمطار.
- فاروغات تمديد الهاتف والكهرباء وتعديات الطرق.

## الأطوال القياسية
- من 150سم حتى 250سم للفخار والخرسانة.
- من 4م حتى 6م للبلاستيك.
- مواسير البولى بروبلين PPR طول 4 متر. 6 متر - 5.8 متر.
- من 6م حتى 12م للفايبر.
- أطوال مختلفة من 12م حتى 100م حسب القطر للخراطيم بولي ايثلين.

## عيوبها

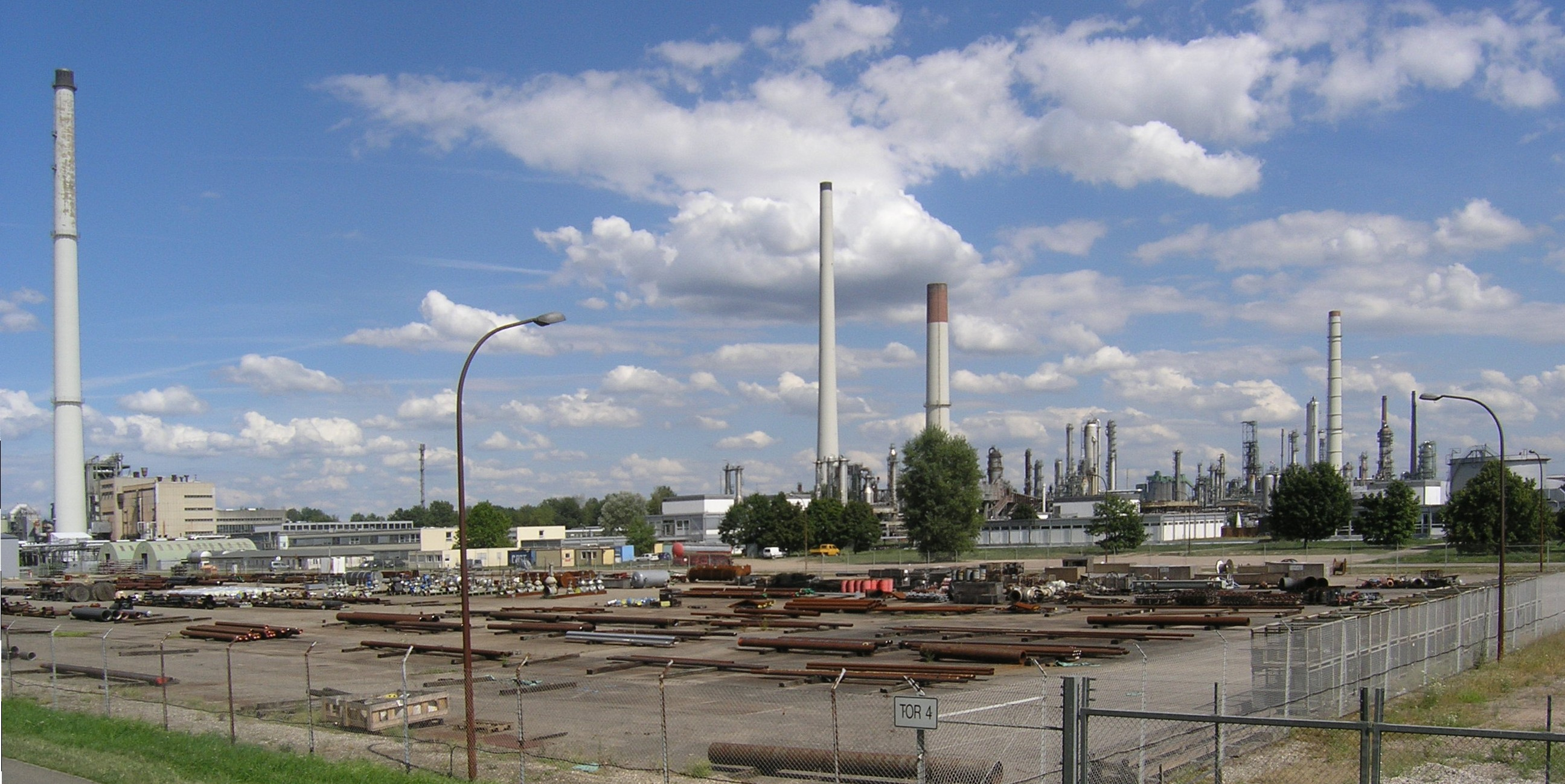
مخزن الأنابيب في إحدى مصافي تكرير البترول.

هناك بعض العيوب الفنية للأنابيب عند الاستخدام:
- الصدأ لسوء العزل وعدوانية التربة.
- الانحراف وعدم الاستقامة لسوء التشوين.
- الانبعاج لسوء الردم حولها.
- انهيار الراسم العلوي لسوء التحميل فوقها.
- التسريب من الوصلات لسوء التركيب.
- عدم مقاومة بعض الأنواع لأشعة الشمس مما يقلل في عمرها الافتراضي.
- الانفجار نتيجة زيادة ضغوط المواد المنقولة.